# Sikorsky X-wing
Der Sikorsky S-72 X-wing war ein US-amerikanisches Experimentalflugzeug, das ein Hybrid aus Hubschrauber- und Starrflüglertechnologie darstellte. Es wird damit zu den Kombinationsflugschraubern, wegen des Stopprotors aber auch zu den Wandelflugzeugen gerechnet. Der S-72 wurde zwischen 1983 und 1988 vom Hubschrauberhersteller Sikorsky, dem NASA Ames Research Center und der Defense Advanced Research Projects Agency entwickelt. Das Programm erhielt anfangs die Bezeichnung RSRA (Rotor Systems Research Aircraft, deutsch Experimentalflugzeug für Rotorsysteme).
Ziel des Programmes war es, die Fähigkeit des Senkrechtstartens eines Hubschraubers mit den hohen Flugleistungen eines Flugzeuges auf effiziente Weise zu verbinden.

## Technik
Der X-wing startete senkrecht wie ein Hubschrauber mit seinem zentral angetriebenen Rotor aus vier starren Rotorblättern. Der Rotor konnte während des Fluges angehalten und in X-Stellung arretiert werden, wobei die Rotorblätter als zusätzliche X-förmige Flügel einen Teil des Auftriebs erzeugten. Den wesentlichen Auftrieb lieferten zwei starre Tragflügel wie bei einem konventionellen Flugzeug. Der Vortrieb erfolgte in dieser Flugphase durch zwei seitlich am Rumpf angeordnete Strahltriebwerke.
Beim Rotorbetrieb wurde das X-Wing nicht wie bei einem konventionellen Hubschrauber durch Kippen der Rotorebene mittels Taumelscheibe gesteuert. Vielmehr wurde komprimierte Luft durch die Rotorblätter geleitet und mittels computergesteuerter Ventile während der Rotation an bestimmten Abschnitten des Blattes ausgeblasen, so dass die entsprechende Lateralbewegung erreicht wurde. Dieser technologische Ansatz wurde bei der Boeing X-50 weiter verfolgt, jedoch nicht mehr bei dem Kipprotor-Flugzeug V-22 Osprey.

## Geschichte
Schon in den frühen 1970er Jahren wurden Möglichkeiten gesucht, Geschwindigkeit, Leistung, Zuverlässigkeit und Sicherheit von Hubschraubern zu erhöhen. Außerdem sollten Geräuschemission, Vibration und die Wartungskosten verringert werden. Die Sikorsky Aircraft Division von United Technologies Laboratories baute 1983 zwei RSRAs. Das Langley Research Center der NASA in Hampton, Virginia begann mit ersten Tests und verlegte daraufhin das Programm an das Ames Research Center in Mountain View in Kalifornien für ausführliche Flugerprobungen.
Der RSRA flog erstmals auf der Ames-Dryden Flight Research Facility in Edwards, Kalifornien im Frühjahr 1984. Diese Tests dienten zur Demonstration der Starrflüglerfähigkeiten und des Leistungsspektrums.
Darauf basierend wurde 1986 eine neue Testreihe mit dem X-wing durchgeführt und 1987 entstand eine weiterentwickelte Version, die zur Untersuchung neuer Rotorsysteme und unterstützender Technologien während des Fluges diente. NASA und DARPA beauftragten Sikorsky nun, eines der ursprünglichen RSRAs zur neuen X-wing Version umzubauen und als Vorführmodell für das X-wing-Konzept bereitzustellen.
Der X-wing sollte weder Hubschrauber noch Starrflügler ersetzen. Er war für spezielle Einsätze vorgesehen, die beide Fähigkeiten erforderten: sowohl die Effektivität eines Hubschraubers bei niedriger Geschwindigkeit, als auch die hohe Geschwindigkeit von Flugzeugen. Zu den taktischen Zielen der Mission sollten Luft-Luft- und Luft-Boden-Verteidigung, sowie U-Boot-Abwehr, Luftraumüberwachung, Elektronische Aufklärung und Search and Rescue zählen.
Der umgebaute X-wing wurde am 25. September 1986 an Ames-Dryden geliefert. Nach Rollversuchen fanden erste Flüge im Starrflüglermodus und ohne Rotor im Dezember 1987 statt. Der Vertrag mit Sikorsky lief am Ende des Monats aus und wurde nicht verlängert. Das Programm endete offiziell im Januar 1988 aus nicht bekannten Gründen.